# Östersjön (Hackås socken, Jämtland)
Östersjön är en sjö i Bergs kommun i Jämtland och ingår i Ljungans huvudavrinningsområde. Sjön har en area på 0,567 kvadratkilometer och ligger 325,6 meter över havet.

## Delavrinningsområde
Östersjön ingår i det delavrinningsområde (697273-144493) som SMHI kallar för Utloppet av Östersjön. Medelhöjden är 357 meter över havet och ytan är 11,34 kvadratkilometer. Det finns inga avrinningsområden uppströms utan avrinningsområdet är högsta punkten. Vattendraget som avvattnar avrinningsområdet har biflödesordning 5, vilket innebär att vattnet flödar genom totalt 5 vattendrag innan det når havet efter 240 kilometer. Avrinningsområdet består mestadels av skog (72 procent). Avrinningsområdet har 1,36 kvadratkilometer vattenytor vilket ger det en sjöprocent på 12 procent.